# 平野裕加里
平野 裕加里（ひらの ゆかり、1966年10月21日 - ）は、愛知県知立市出身のフリーアナウンサー。有限会社 LIBRA代表。

## 来歴
愛知県立豊明高等学校から南山大学経営学部経営学科卒業。血液型AB型。元中部日本放送アナウンサー（1989年4月入社）。東海学園大学人文学部、名古屋学芸大学メディア造形学部、専門学校名古屋ビジュアルアーツ映像学科でそれぞれ非常勤講師を務める。
18歳の頃にパナマで生活しながら、ジャングルで世界各国のメンバーと冒険活動やボランティアなどを経験。それゆえにかつては「パナマ」というニックネームがあったという。

## 過去の出演番組

### テレビ
- SHINSEN通信（CBCテレビ）
- ミックスパイください（CBCテレビ、アシスタント → 中継コーナー担当）
- ぴーかんテレビ（東海テレビ、レギュラーコメンテーター兼「ぴーかんTIMES」担当 → 火曜・木曜コメンテーター → 「新聞チョイス!」担当）
- ユーガッタ!CBC （CBCテレビ）
- 晴れドキ（CBCテレビ、「会社のヒミツ教えてちょーだい」担当VTR出演）
- リビング1 一番本舗（東海テレビ）
- 平野裕加里・若狭敬一のウラドラ天国（CBCテレビ）
- おはようコールABC（ABCテレビ）[3]
- 視聴者参加型生クイズ お茶の間アンサー!（東海テレビ、ナレーション）

### ラジオ
- ゆかりのCatch the GROOVE （CBCラジオ）
- SUPER J Hit's COUNTDOWN （CBCラジオ）
- 重盛啓之の元気! Mori Mori （CBCラジオ）
- easyM （CBCラジオ、月曜担当）
- 土曜天国SUPER （CBCラジオ）
- ザ・土曜天国(CBCラジオ)
- ツー快!お昼ドキッ（CBCラジオ、水曜担当 → 火曜・水曜・木曜担当 → 木曜担当）
- ごごイチ（CBCラジオ、火曜担当）
- キラママcafe（CBCラジオ）
- 平野裕加里とボビーのラジオでGo!Go!Go!!(CBCラジオ)
- 土天 ザ・ワールド（CBCラジオ）